# Anna Molska
Anna Molska (ur. 1983 w Prudniku) – polska artystka sztuk wizualnych zajmująca się video.

## Życiorys
Absolwentka 21. Społecznego Liceum Ogólnokształcącego im. Jerzego Grotowskiego. W latach 2003–2008 studiowała na Akademii Sztuk Pięknych w Warszawie na Wydziale Rzeźby, gdzie obroniła dyplom w pracowni prof. Grzegorza Kowalskiego. 
Dwukrotnie znalazła się wśród zwycięzców konkursu „Samsung Art Master” – w 2003 roku otrzymała wyróżnienie, a w 2004 roku – II nagrodę. W 2009 roku otrzymała nominację do Nagrody Deutsche Banku „Spojrzenia”. 
Współpracuje z Fundacją Galerii Foksal w Warszawie. Wystawiała między innymi w warszawskiej Narodowej Galerii Sztuki Zachęta, New Museum w Nowym Jorku, Tate Modern w Londynie, Berlin Biennale, Muzeum Sztuki Nowoczesnej w Warszawie.